# Sauvagesia linearifolia
Sauvagesia linearifolia är en tvåhjärtbladig växtart. Sauvagesia linearifolia ingår i släktet Sauvagesia och familjen Ochnaceae.

## Underarter
Arten delas in i följande underarter:
- S. l. linearifolia
- S. l. venezuelensis